# Elecciones presidenciales de Ecuador de 1978-1979
Las elecciones presidenciales de Ecuador de 1978-1979 constó de dos vueltas electorales, realizadas el domingo 16 de julio de 1978 y domingo 29 de abril de 1979. Resultó vencedor Jaime Roldós con el 68.49% de los votos, como candidato de la Concentración de Fuerzas Populares (CFP). Estas fueron las primeras elecciones presidenciales populares desde 1968, marcando el inicio de la etapa política nacional llamada "Retorno de la Democracia".

## Antecedentes
Aunque el triunvirato militar se fijó como meta devolver el poder a la sociedad civil, más de una vez parecía que se buscaba lo contrario. Tras varias presiones de la comunidad internacional, los militares establecieron un cronograma de regreso a la democracia. Mediante Decreto Supremo n.º 2261, se promulgó la Ley de Elecciones (Registro Oficial n.º 534, 27 de febrero de 1978), redactada por la Comisión Jurídica de Civiles que nombró la dictadura. Sin embargo, los militares no promulgaron dicha ley sin antes agregar sendas disposiciones transitorias que impedían la participación de expresidentes, afectando a José María Velasco Ibarra y Carlos Julio Arosemena Monroy, quienes gozaban de buena popularidad, agregando también como requisito para ser candidato presidencial tener padres ecuatorianos de nacimiento, el cual afectaba directamente al exalcalde de Guayaquil, Assad Bucaram Elmalhin, quien era el más opcionado para ganar la elección, siéndole impedida su candidatura ya que sus padres eran de origen libanés.
El Tribunal Supremo del Referéndum fue convertido en Tribunal Supremo Electoral por la dictadura y, en aplicación de la Ley de Partidos Políticos promulgada, aprobó los partidos que podían participar en los comicios. En virtud de la ley aprobada por la dictadura, sólo los partidos reconocidos podrían participar en elecciones. El Tribunal Supremo Electoral negó la inscripción de los partidos Democracia Popular y Movimiento Popular Democrático, para que no pudieran presentar candidatos (Registro Oficial n.º 589, 18 de mayo de 1978). La situación política se complicó con el asesinato del dirigente político y candidato presidencial por el Frente Radical Alfarista, Abdón Calderón Muñoz. Ciertos indicios apuntaron al ministro de Gobierno General Bolívar Jarrín Cahueñas como autor intelectual. Aunque su culpabilidad no pudo ser comprobada plenamente, el exministro de gobierno fue sentenciado a 12 años de reclusión basado en evidencias circunstanciales durante la presidencia de Jaime Roldós Aguilera. En mayo de 1978 se promulgaron los Reglamentos a las Leyes de Partidos Políticos y de Elecciones, lo cual implicó que cambiaron las reglas durante la campaña electoral.
Mientras se realizaba el conteo de los votos de la primera vuelta, el triunvirato reorganizó el Tribunal Supremo Electoral. Los resultados se promulgaron en noviembre de 1978, casi cuatro meses después de celebradas las elecciones. Estos hechos motivaron las sospechas de fraude electoral.
El 16 de julio se celebró la elección presidencial, pero ninguno de los candidatos obtuvo mayoría absoluta, por lo que se convoca a segunda vuelta electoral. La campaña de esta segunda vuelta se inició en diciembre de 1978 pero las elecciones no se celebrarían sino el 29 de abril de 1979, casi cinco meses después de promulgados los resultados de primera vuelta. En el balotaje, Roldós ganó con 68,49% de los votos frente a 31,51% de Durán Ballén. El 22 de junio de 1979, mediante Decreto Supremo n.º 3481, se estableció el 10 de agosto de 1979 como fecha para asunción del mando de Jaime Roldós.

### Precandidaturas retiradas

#### Presidencia
| Lista | Partido/Movimiento | Partido/Movimiento                 | Presidente           | Motivo                                                              |
| ----- | ------------------ | ---------------------------------- | -------------------- | ------------------------------------------------------------------- |
| 4     |                    | Concentración de Fuerzas Populares | Assad Bucaram        | Impedido de ser candidato Endosa candidatura de Jaime Roldós        |
| -     |                    | Democracia Popular                 | Julio César Trujillo | Movimiento no reconocido por TSE Endosa candidatura de Jaime Roldós |
| -     |                    | Movimiento Popular Democrático     | Camilo Mena          | Movimiento no reconocido por TSE                                    |

#### Vicepresidencia
| Lista | Partido/Movimiento | Partido/Movimiento             | Vicepresidente | Motivo                           |
| ----- | ------------------ | ------------------------------ | -------------- | -------------------------------- |
| -     |                    | Movimiento Popular Democrático | Jaime Hurtado  | Movimiento no reconocido por TSE |

## Candidatos a la Presidencia y Vicepresidencia
Los siguientes fueron los candidatos a Presidente y Vicepresidente inscritos oficialmente en el Tribunal Supremo Electoral. 
Se específica el partido, movimiento o alianza política que patrocinaron a los candidatos como fueron inscritos en el Tribunal Supremo Electoral, incluyendo además los partidos nacionales inscritos en el TSE que apoyaron las candidaturas, siendo estos ordenados de acuerdo al número de lista:
| Lista            | Partido / Movimiento | Partido / Movimiento | Presidente                         | Cargos importantes                                 | Vicepresidente               | Cargos Importantes                                                                  | Eslogan                  |
| ---------------- | -------------------- | --- | ---------------------------------- | -------------------------------------------------- | ---------------------------- | ----------------------------------------------------------------------------------- | ------------------------ |
| 2                |                      | Partido Liberal Radical Ecuatoriano | Raúl Clemente Huerta Rendón (PLRE) | Presidente de la Cámara de Diputados (1968 - 1970) | Arsenio Vivanco Neira (PLRE) | Diputado por Loja (1966 - 1968)                                                     | "La Nueva Democracia"    |
| 4                |                      | Concentración de Fuerzas Populares Democracia Popular | Jaime Roldós Aguilera (CFP)        | Diputado por Guayas (1968 - 1970)                  | Osvaldo Hurtado Larrea (DP)  | Presidente de la 3.ª Comisión de Reestructuración Jurídica del Estado (1977 - 1978) | "La Fuerza del Cambio"   |
| 6 1 8 13 11 10 5 |                      | Frente Nacional Constitucionalista: - Partido Social Cristiano - Partido Conservador Ecuatoriano - Coalición Institucionalista Democrática - Acción Popular Revolucionaria Ecuatoriana - Partido Nacionalista Revolucionario - Federación Nacional Velasquista - Acción Revolucionaria Nacionalista Ecuatoriana | Sixto Durán-Ballén Cordovez (PSC)  | Alcalde de Quito (1970 - 1978)                     | José Ycaza Roldós (FNV)      | Ministro de Industrias (1968 - 1971)                                                | "El Hombre Que Trabaja"  |
| 9                |                      | Unión Democrática Popular | René Maugé Mosquera (UDP)          | Secretario del Partido Comunista del Ecuador       | Aníbal Muñoz Quirola (UDP)   | Dirigente Político                                                                  | "Venceremos"             |
| 12               |                      | Izquierda Democrática | Rodrigo Borja Cevallos (ID)        | Diputado por Pichincha (1962 - 1963)               | Raúl Baca Carbo (ID)         | Alcalde de Guayaquil (1977 - 1978)                                                  | "Justicia y Libertad"    |
| 14               |                      | Frente Radical Alfarista | Abdón Calderón Muñoz (FRA)         | Diputado por Guayas (1968 - 1970)                  | Edgar Molina Montalvo (FRA)  | Dirigente Político                                                                  | "El Milagro Ecuatoriano" |

## Sistema electoral
El presidente y vicepresidente de la República serán elegidos por mayoría absoluta de sufragios computados sobre el número total de votos válidos. Se entenderá por mayoría absoluta la mitad más uno de los votos válidos emitidos. Si en la primera vuelta ninguno de los binomios que compitan en la elección de presidente y vicepresidente de la República logrará mayoría absoluta, se realizará una segunda votación en la que se concretará la elección entre los dos binomios que hubieren alcanzado el mayor número de votos.

### Requisitos para ser Presidente[8]
Para ser presidente de la República se requiere ser ecuatoriano por nacimiento; estar en goce de los derechos de ciudadanía; tener 35 años de edad, por lo menos, al momento de la elección; estar afiliado a uno de los partidos políticos reconocidos legalmente; y, elegido por mayoría absoluta de sufragios, en votación directa, universal y secreta, conforme a la ley.
No puede ser elegido presidente de la República:
1. Quien haya ejercido la presidencia de la República.
2. Quien fuere pariente del Presidente de la República en ejercicio, dentro del cuarto grado de consanguinidad o segundo de afinidad
3. Quien haya ejercido la vicepresidencia de la República en el período inmediatamente anterior a la elección
4. Quien sea ministro o secretario de Estado al tiempo de la elección o seis meses antes de esta
5. Quien sea miembro activo de la Fuerza Pública o lo hubiere sido seis meses antes de la elección
6. Quien sea ministro o religioso de cualquier culto
7. Quien personalmente o como representante de personas jurídicas tenga contrato en el Estado
8. Quien sea representante legal de compañías extranjeras

## Campaña Electoral
La campaña electoral tuvo la presión de la dictadura militar, la cual continuamente cambiaba las reglas electorales y dificultaba la campaña de ciertos candidatos. Los discursos se centraron principalmente en el restablecimiento de una democracia plena y mejorar la economía que estaba entrando en crisis luego del boom petrolero de los años 70. Esta es la primera elección bajo el sistema de primera vuelta electoral y un balotaje entre los candidatos que obtuvieron el primer y segundo lugar, sin obtener el 50 + 1% de los votos en la primera vuelta.  
De igual manera, estas fueron las primeras elecciones presidenciales en las cuales un candidato presidencial, Abdón Calderón Muñoz, fue asesinado tras las realización de la 1.ª vuelta electoral, hecho que no se repetiría hasta las elecciones del 2023 con el asesinato de Fernando Villavicencio. Los candidatos presidenciales fueron: 

### Jaime Roldós - Concentración de Fuerzas Populares
Jaime Roldós por el antiguo partido populista Concentración de Fuerzas Populares. Roldós fue un candidato inesperado, ya que el CFP iba a candidatear inicialmente a Assad Bucaram, quien tenía gran popularidad e intención de voto, lo cual les fue impedido por imposición de la dictadura. 
Ante esto, Bucaram decidió postular la candidatura de Jaime Roldós, quien era candidato a la Alcaldía de Guayaquil originalmente, ya que gozaba de su confianza y era esposo de su sobrina, Martha Bucaram Ortiz. El compañero de fórmula de Roldós fue Osvaldo Hurtado, joven político del nuevo partido Democracia Popular, el cual fue invalidado por la dictadura, siendo inscrito recién en 1978.
La campaña tuvo la constante presencia de Bucaram junto a Roldós, siendo el lema de sus simpatizantes: "Roldós a la Presidencia, Bucaram al Poder". Roldós demostró ser un gran orador con imponente presencia, nunca fue opacado por Bucaram, lo cual le ayudó a tener gran apoyo popular.
Su discurso se enfocó en el restablecimiento de las libertades de los ciudadanos y enfocar la gestión del gobierno en las mayorías populares, criticando la gestión y autoritarismo del gobierno de la dictadura, poniendo en duda la legitimidad de las elecciones por las modificaciones a la ley electoral, la composición del TSE, el aplazamiento de la segunda vuelta y el conteo de votos, prometiendo en su gobierno fiscalización e instauración de una verdadera democracia fundada en el poder popular. Roldós es hasta la fecha el presidente electo con el mayor margen de diferencia con su contrincante, obteniendo el 68.49%.
En esta campaña se presentaron sus cuñas musicales más recordadas como son: "Roldós Presidente" del género marcha interpretada por Fresia Saavedra en el Lado A y "Roldós Barrió" también del género marcha también interpretada por Fresia Saavedra en el Lado B en un disco LP de 45 revoluciones por minuto denominado "Roldós Presidente" el cual lanzó al mercado en 1978.

### Sixto Durán-Ballén -Frente Nacional Constitucionalista
Sixto Durán Ballén, político veterano del Partido Social Cristiano, entonces Alcalde de Quito, presentó su candidatura auspiciado por una amplia coalición de los partidos de derecha, centro y la extrema derecha denominada Frente Nacional Constitucionalista, teniendo en el momento gran popularidad por su exitosa gestión como alcalde, siendo representada en la papeleta electoral por el PSC. Durán Ballén tenía la aprobación implícita de la Dictadura Militar, siendo su cargo como alcalde ratificado por Guillermo Rodríguez Lara. 
Durán Ballén tuvo una actitud más complaciente con la gestión de la dictadura, enfocando su campaña en mejorar la economía del país y realizar obras públicas, teniendo como ejemplo su gestión en la alcaldía.
El PSC, partido de mayor influencia en la capital y la región sierra en ese momento, decidió candidatear al bostoniano Durán Ballén, conformando una amplia coalición con casi todos los partidos de derecha incluido el de conservadurismo de derecha, el de republicanismo de derecha, el de populismo de derecha, el de socialismo de izquierda, el de populismo de izquierda y los de nacionalismo y populismo ambos de centro político y también los del nacionalsindicalismo de extrema derecha, llamada Frente Nacional Constitucionalista.
En esta campaña se presentó su cuña musical más recordada "Sixto Presidente" escrita e interpretada por Patricia Bejarano Trujillo en dos versiones: una era la versión en parodia de la canción "Guayaquil de mis amores" compuesta por Lauro Dávila y Nicasio Safadi del género pasillo en el Lado A y otra era la versión en parodia de la canción "El chulla quiteño" compuesta por Luis Alberto Valencia y Alfredo Carpio del género pasacalle en el Lado B en un disco LP de 45 revoluciones por minuto denominado "Sixto Presidente (1.979 - 1.983)" el cual lanzó al mercado en 1978.

## Sondeos a boca de urna

### Primera vuelta
| Fecha      | Encuesta | Jaime Roldós | Sixto Durán Ballén | Otros |
| ---------- | -------- | ------------ | ------------------ | ----- |
| 16/07/1978 | Cedatos  | 24.6%        | 21.3%              | 54.1% |

### Segunda vuelta
| Fecha      | Encuesta | Jaime Roldós | Sixto Durán Ballén |
| ---------- | -------- | ------------ | ------------------ |
| 29/04/1979 | Cedatos  | 66.3%        | 34.7%              |

## Resultados
|  | 27.70 % |

|  | 68.49 % |

|  | 23.86 % |

|  | 31.51 % |

|  | 22.67 % |

|  | 12.01 % |

|  | 9.03 % |

|  | 4.73 % |

|  | 100 % |

|  | 100 % |

|  | 3,61 % |

|  | 4,63 % |

|  | 5,92 % |

|  | 6,34 % |

|  | 72,83 % |

|  | 80,49 % |

### Resultados a nivel provincial[17]

#### Primera Vuelta
| Provincias       | Jaime Roldós | Jaime Roldós | Sixto Durán Ballén | Sixto Durán Ballén | Raúl Clemente Huerta | Raúl Clemente Huerta | Rodrigo Borja | Rodrigo Borja | Abdón Calderón Muñoz | Abdón Calderón Muñoz | René Maugé | René Maugé |       |
| Provincias       | Votos        | %            | Votos              | %                  | Votos                | %                    | Votos         | %             | Votos                | %                    | Votos      | %          |       |
| ---------------- | ------------ | ------------ | ------------------ | ------------------ | -------------------- | -------------------- | ------------- | ------------- | -------------------- | -------------------- | ---------- | ---------- | ----- |
| Provincias       | Azuay        | 13.447       | 17,81%             | 26.882             | 35,61%               | 13.483               | 17,86%        | 12.204        | 16,17%               | 3.953                | 5,24%      | 5.516      | 7,31% |
| Bolívar          | 5.069        | 21,84%       | 7.648              | 32,94%             | 5.879                | 25,32%               | 1.799         | 7,75%         | 2.084                | 8,98%                | 736        | 3,17%      |       |
| Cañar            | 8.750        | 35,69%       | 8.199              | 33,44%             | 2.709                | 11,05%               | 1.619         | 6,60%         | 1.811                | 7,39%                | 1.432      | 5,84%      |       |
| Carchi           | 6.343        | 19,17%       | 11.216             | 33,89%             | 12.210               | 36,89%               | 1.399         | 4,23%         | 837                  | 2,53%                | 1.091      | 3,30%      |       |
| Cotopaxi         | 10.855       | 29,27%       | 8.581              | 23,14%             | 8.399                | 22,65%               | 4.626         | 12,47%        | 2.525                | 6,81%                | 2.097      | 5,65%      |       |
| Chimborazo       | 13.703       | 26,25%       | 14.940             | 28,62%             | 10.585               | 20,47%               | 5.356         | 10,26%        | 4.497                | 8,61%                | 3.023      | 5,79%      |       |
| El Oro           | 15.148       | 22,77%       | 13.986             | 21,02%             | 14.241               | 21,41%               | 4.801         | 7,22%         | 14.675               | 22,06%               | 3.670      | 5,52%      |       |
| Esmeraldas       | 6.388        | 24,50%       | 4.298              | 16,49%             | 11.529               | 44,22%               | 1.667         | 6,39%         | 1.200                | 4,60%                | 987        | 3,79%      |       |
| Galápagos        | 367          | 33,86%       | 367                | 33,86%             | 143                  | 13,19%               | 149           | 13,75%        | 27                   | 2,49%                | 31         | 3,41%      |       |
| Guayas           | 148.293      | 50,43%       | 45.293             | 15,40%             | 51.321               | 17,45%               | 12.962        | 4,41%         | 26.154               | 8,89%                | 10.035     | 2,85%      |       |
| Imbabura         | 12.898       | 30,36%       | 13.098             | 30,83%             | 7.256                | 17,08%               | 5.582         | 13,14%        | 1.620                | 3,81%                | 2.027      | 4,78%      |       |
| Loja             | 4.947        | 6,42%        | 36.912             | 47,90%             | 29.168               | 37,85%               | 1.509         | 1,96%         | 3.355                | 4,35%                | 1.171      | 1,52%      |       |
| Los Ríos         | 17.487       | 31,29%       | 7.950              | 14,23%             | 9.045                | 16,19%               | 3.276         | 5,86%         | 15.653               | 28,01%               | 2.474      | 4,43%      |       |
| Manabí           | 21.801       | 17,37%       | 30.137             | 24,01%             | 50.391               | 40,15%               | 8.799         | 7,01%         | 11.144               | 8,88%                | 3.241      | 2,58%      |       |
| Morona Santiago  | 930          | 12,14%       | 3.493              | 45,59%             | 2.303                | 30,06%               | 427           | 5,57%         | 357                  | 4,66%                | 151        | 1,97%      |       |
| Napo             | 1.831        | 23,80%       | 2.098              | 27,27%             | 1.848                | 24,02%               | 1.330         | 17,29%        | 291                  | 3,78%                | 296        | 3,85%      |       |
| Pastaza          | 1.118        | 19,95%       | 1.281              | 22,86%             | 1.648                | 29,41%               | 849           | 15,15%        | 420                  | 7,49%                | 288        | 5,14%      |       |
| Pichincha        | 73.578       | 21,57%       | 68.181             | 19,99%             | 64.600               | 18,94%               | 84.767        | 24,86%        | 26.690               | 7,83%                | 23.220     | 6,81%      |       |
| Tungurahua       | 18.015       | 24,35%       | 20.955             | 28,33%             | 12.618               | 17,06%               | 12.048        | 16,29%        | 6.695                | 9,05%                | 3.648      | 4,93%      |       |
| Zamora Chinchipe | 247          | 3,98%        | 2.946              | 47,51%             | 2.507                | 40,43%               | 89            | 1,44%         | 359                  | 5,79%                | 53         | 0,85%      |       |

#### Segunda vuelta
| Provincias       | Jaime Roldós | Jaime Roldós | Sixto Durán Ballén | Sixto Durán Ballén |        |
| Provincias       | Votos        | %            | Votos              | %                  |        |
| ---------------- | ------------ | ------------ | ------------------ | ------------------ | ------ |
| Provincias       | Azuay        | 47.184       | 60,27%             | 31.106             | 39,73% |
| Bolívar          | 12.008       | 55,92%       | 9.466              | 44,08%             |        |
| Cañar            | 14.834       | 57,56%       | 10.936             | 42,44%             |        |
| Carchi           | 17.836       | 55,82%       | 14.119             | 44,18%             |        |
| Cotopaxi         | 37.751       | 66,17%       | 17.261             | 33,83%             |        |
| Chimborazo       | 25.468       | 68,62%       | 13.021             | 31,38%             |        |
| El Oro           | 48.858       | 70,81%       | 20.143             | 29,19%             |        |
| Esmeraldas       | 21.134       | 77,04%       | 6.300              | 22,96%             |        |
| Galápagos        | 770          | 75,27%       | 253                | 24,73%             |        |
| Guayas           | 298.193      | 75,99%       | 94.228             | 24,01%             |        |
| Imbabura         | 29.677       | 65,85%       | 15.388             | 34,15%             |        |
| Loja             | 36.014       | 48,99%       | 37.500             | 51,01%             |        |
| Los Ríos         | 42.220       | 76,87%       | 12.705             | 23,13%             |        |
| Manabí           | 79.417       | 62,63%       | 47.386             | 37,37%             |        |
| Morona Santiago  | 4.695        | 58,42%       | 3.342              | 41,58%             |        |
| Napo             | 5.221        | 65,62%       | 2.735              | 34,38%             |        |
| Pastaza          | 3.792        | 69,50%       | 1.664              | 30,50%             |        |
| Pichincha        | 245.629      | 69,68%       | 106.859            | 30,32%             |        |
| Tungurahua       | 50.674       | 67,96%       | 23.892             | 32,04%             |        |
| Zamora Chinchipe | 3.773        | 52,95%       | 3.353              | 47,05%             |        |

Fuente: